# Tilia mongolica
Tilia mongolica, el tilo de Mongolia, es una especie arbórea de la familia de las malváceas, género Tilia, originaria de Mongolia y de la zona norte de China. 

## Descripción
El tilo de Mongolia es un árbol pequeño, apenas alcanza los 4 metros a los 10 años; algunos raros ejemplares llegan a los 8 metros. Tiene hojas ornamentales, de copa redondeada y color vistoso durante el otoño. 
Las hojas presentan indentaciones profundas y son ligeramente asimétricas. Son de un brillante color verde oscuro. Las flores y los frutos son relativamente pequeños.
De ramas largas. El color de las flores es amarillo. Esta planta es bien robusta. El período de floración es de mayo a junio.

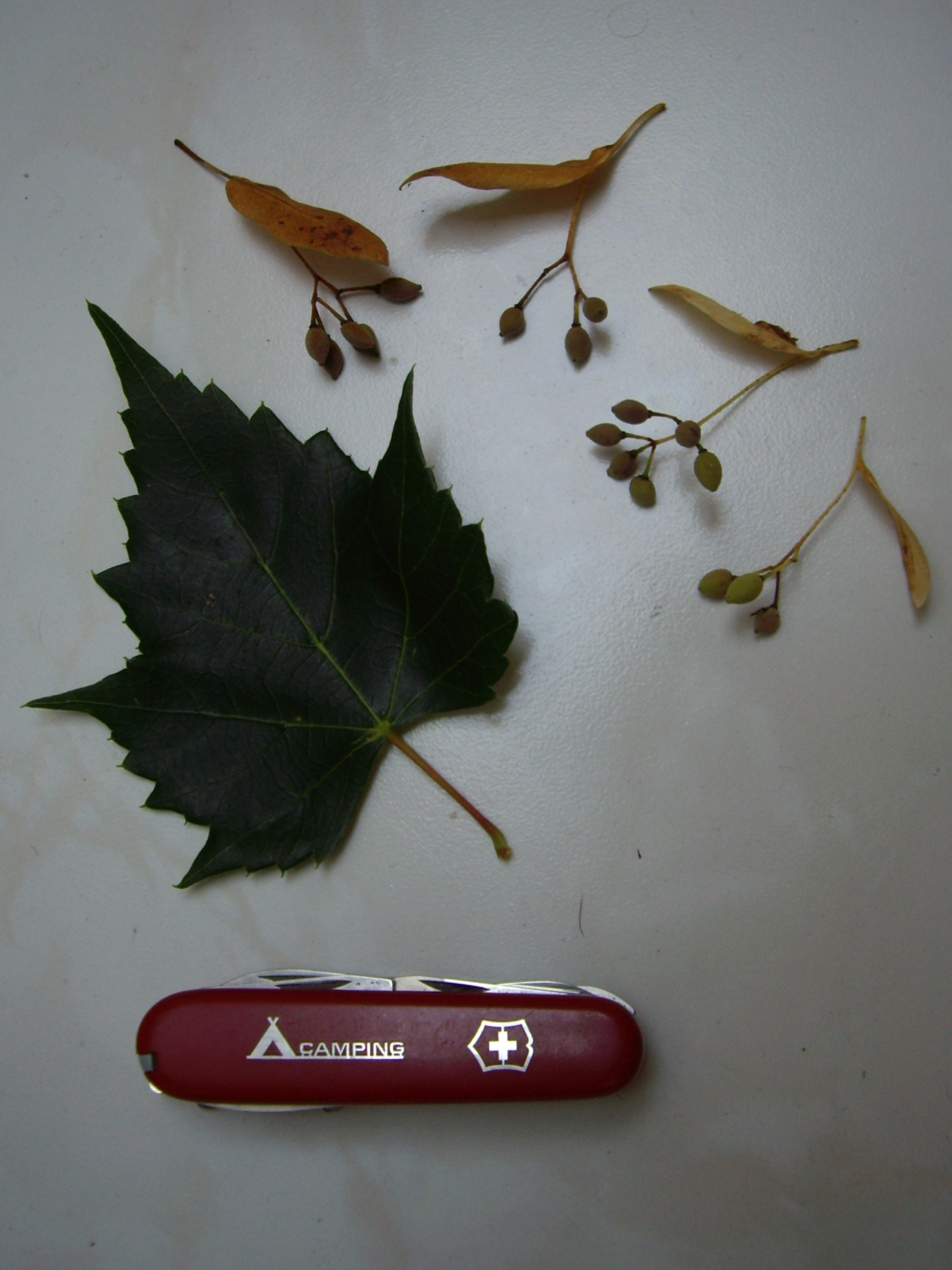

## Taxonomía
Tilia mongolica fue descrita por Carl Maximowicz y publicado en Bulletin de l'Academie Imperiale des Sciences de St-Petersbourg 26(3): 433–434. 1880.
Etimología
Tilia: nombre genérico que deriva de las palabras griegas: ptilon (= ala), por la característica de las brácteas que facilita la propagación de la fruta por el viento.
mongolica: epíteto geográfico que alude a su localización en Mongolia.